# François-Xavier d'Entrecolles

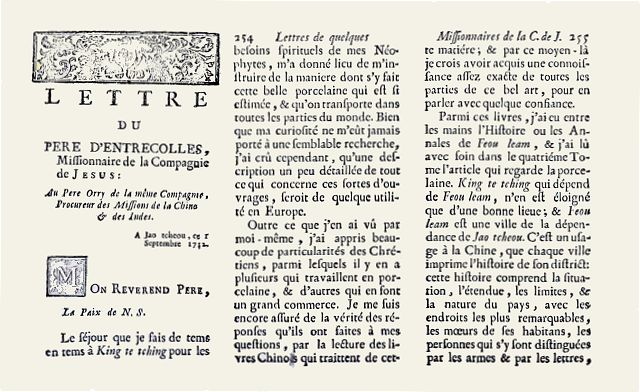
Carte del jesuita d'Entrecolles del año 1712, publicada por Jean-Baptista de Halde en 1735.

Francois Xavier d'Entrecolles o François-Xavier Dentrecolles (Francia, 1664 - Beijing, 2 de julio de 1741) fue un jesuita que estudió y reveló en 1712 los secretos de la composición y fabricación de la porcelana china. Fue pues, el origen de la producción de porcelana en Europa, junto con Ehrenfried Walther von Tschirnhaus y Johann Friedrich Böttger.
Dio a conocer la técnica de la fabricación de la porcelana china en dos conocidas cartas, la primera datada el 1 de septiembre de 1712 y la segunda del 25 de enero de 1722, durante el reinado del emperador Kangxi.

## Biografía

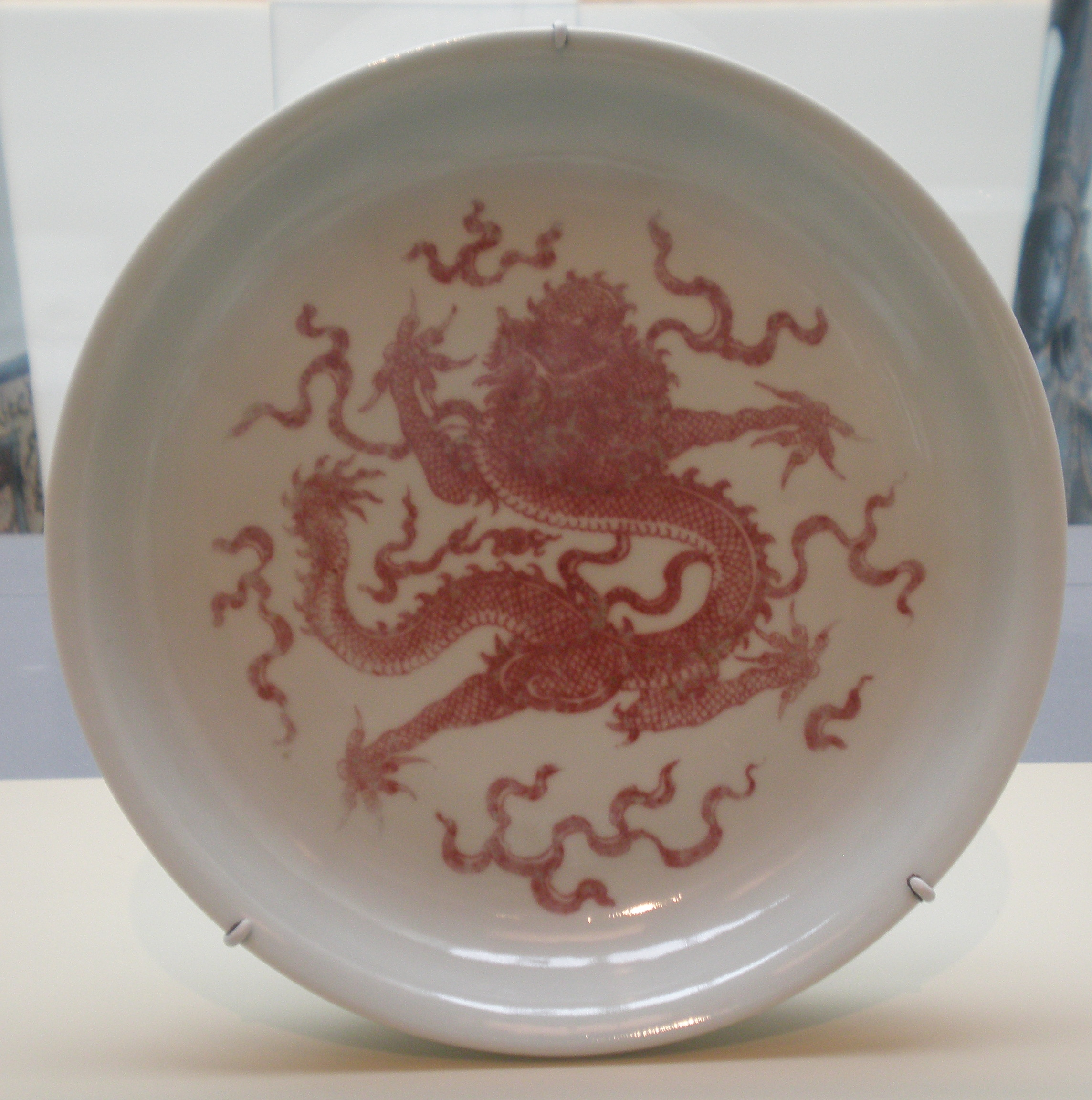
Tipo de porcelana de Jingdezhen, que fue estudiada por Francois Xavier d'Entrecolles.

François Xavier d'Entrecolles nació en Francia en 1664, según algunas fuentes, en Lyon, o en la diócesis de Limoges según otros. Ingresó como jesuita en 1682 y luego se trasladó a China en 1698. Fue uno de los primeros misioneros en la provincia de Jiangxi, donde fue rápidamente apreciado por todos por su profundo conocimiento de la lengua china, su carácter afable, su comprensión de las costumbres chinas y el espíritu apostólico. Su apostolado le llevó durante siete años a Jingdezhen, el corazón de la porcelana china, donde realizó una investigación metódica de la fabricación de la porcelana. Además de enviar sus dos famosas cartas en el siglo XVIII llegaron a Francia muchos libros ilustrados que reproducían las distintas fases de fabricación.
El padre Entrecolles también se dio a conocer en Europa, en otros aspectos de la cultura china, como la medicina,la numismática, la botánica, etc. Fue nombrado superior general de la Misión francesa de 1707 a 1719, fecha en que se trasladó como rector a la residencia de la orden en Pekín donde falleció en 1741.